# Tunnel de Vouvray
Le tunnel de Vouvray, dit aussi tunnel de Vernou-Vouvray, est un ouvrage d'art ferroviaire français de la LGV Atlantique (branche sud-ouest « Aquitaine »). Il est situé sur le territoire des communes de Vernou-sur-Brenne et de Vouvray, dans le département d'Indre-et-Loire en région Centre-Val de Loire.
Ce tunnel, long de 1 496 mètres, doit son existence à la demande pressante des vignerons de l'AOC de Vouvray qui ont refusé un passage en tranchée ouverte pour protéger l'intégrité du vignoble.
Mis en service en 1990 par la Société nationale des chemins de fer français (SNCF), il permet le croisement de deux rames de TGV Atlantique circulant à la vitesse maximum de 270 km/h.

## Situation ferroviaire
Établi à 75 mètres d'altitude moyenne, le tunnel de Vouvray, long de 1 496 mètres, est établi entre les points kilométriques (PK) 210,775 et 212,271 de la LGV Atlantique, situé entre les gares de Vendôme - Villiers-sur-Loir TGV et de Monts.
L'extrémité nord du tunnel est située sur la commune de Vernou-sur-Brenne et l'extrémité sud sur celle de Vouvray.

## Histoire
Au début des années 1980, la Société nationale des chemins de fer français (SNCF) prévoit pour la nouvelle ligne à grande vitesse du TGV Atlantique un tracé passant en tranchée ouverte à travers le vignoble classé AOC de Vouvray. Les conséquences prévues sont la disparition d'environ trente hectares de vignes et le morcellement d'un nombre important d'exploitations vinicoles.

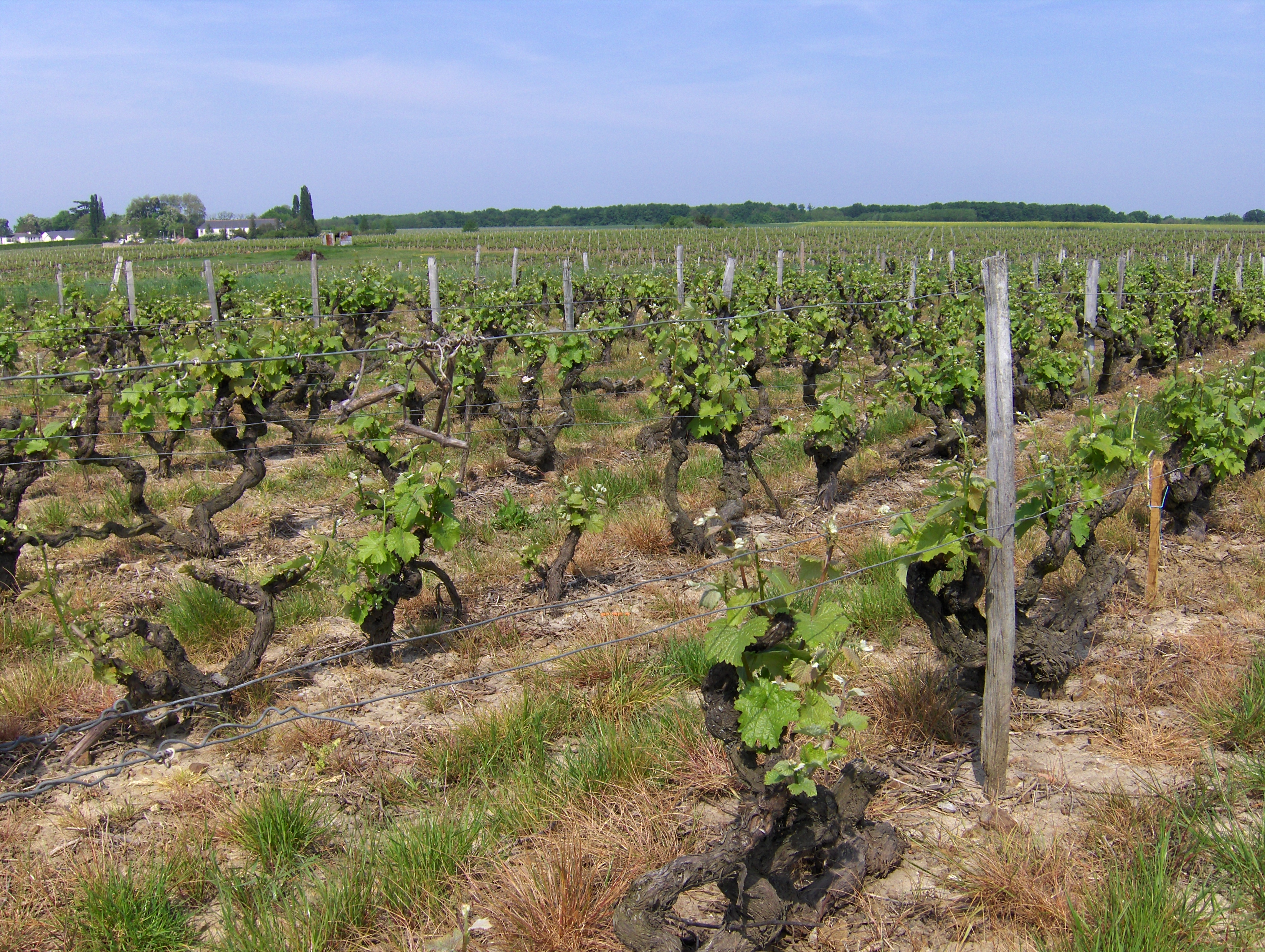
Vignes au dessus du tunnel.

Mais la population locale se mobilise contre le passage du TGV en s'engageant physiquement face aux forces de l'ordre comme le montre notamment les « échauffourées du 17 mai 1984 » qui marquent un temps fort dans les tensions qui vont agiter la commune de Vouvray à partir de 1983. Cette lutte relayée au niveau national va contraindre l'entreprise à trouver un compromis pour le passage de sa ligne. L'accord se fait sur un passage d'environ 1 500 mètres en souterrain par un tunnel qui doit avoir des caractéristiques évitant que des vibrations viennent perturber la vinification dans les caves. Après des études faites par l'Institut national de l'environnement industriel et des risques (INERIS) la solution trouvée est la pose d'un « tapis de caoutchouc sous le ballast ».
L'appel d'offre pour la construction a lieu en 1985 et le marché des travaux du lot, 49.02 incluant le tunnel et un tronçon nord à ciel ouverte de 1 000 mètres, est passé en 1986. Le tunnel est percé en mars 1987. Pour souligner l'accord qui permet la cohabitation entre la modernité des déplacements à grande vitesse et la tradition séculaire des vignobles le président de la République François Mitterrand vient visiter le chantier de construction du tunnel au mois de février 1988.
Le tunnel de Vouvray est mis en service le 30 septembre 1990 par la SNCF, lorsqu'elle ouvre à l'exploitation la branche sud-ouest du TGV Atlantique, inaugurée le 28 du même mois par François Mitterrand.

## Caractéristiques et construction
Le tunnel est constitué d'un tube de 11 m de diamètre qui traverse une colline de tuffeau jaune sur environ 1 500 m. La hauteur de la couverture varie de 4 m à 22 m. Il doit permettre le croisement de trains passant à 270 km/h sur les deux voies à écartement de 1 435 mm.
La réalisation du creusement du tunnel a été exécutée selon la « méthode autrichienne » en deux étapes : la première est réalisée par une machine d'attaque ponctuelle (Paurat type E 206) pour creuser, en partant du nord vers le sud, la partie haute du tunnel sur une demi-section qui représente un front de taille d'environ 60 m2. Cette première étape s'achève avec le percement de la sortie sud, le soutènement de toute la longueur ayant été réalisé. Cela permet d'utiliser des Engins de chantier de terrassement conventionnels (pelle et Ripper) pour réaliser la deuxième étape qui part du sud pour rejoindre le nord. Le chantier de réalisation du tube, débute également par le sud, il consiste à réaliser : par coffrage de tronçons de 11 mètres, une voute en béton non armée de 40 cm d'épaisseur, puis un radier en béton armé de 50 cm d'épaisseur. La voute est ancrée par des boulons fixés dans la roche.
Pour creuser le tunnel il a fallu déplacer 160 000 m3 de déblais de terrassement et pour la réalisation du tube le chantier a utilisé : 24 000 m3 de béton de revêtement, 3 000 m3 de béton de second œuvre, 40 000 m3 de bois de coffrages et 500 tonnes d'armatures métalliques.